# Kotasaari (ö i Norra Karelen, Joensuu, lat 62,66, long 28,84)
Kotasaari är en ö i Finland. Den ligger i sjön Juojärvi och i kommunen Outokumpu i den ekonomiska regionen  Joensuu ekonomiska region  och landskapet Norra Karelen, i den sydöstra delen av landet, 300 km nordost om huvudstaden Helsingfors. Öns största längd är 50 meter i öst-västlig riktning.